# Nešer
Nešer (hebrejsky נֶשֶׁר‎, doslova „Sup“, v oficiálním přepisu do angličtiny Nesher) je město v Izraeli, v distriktu Haifa.

## Geografie
Leží na úpatí pohoří Karmel a na okraji Zevulunského údolí, v jihovýchodní části aglomerace města Haifa. Na dopravní síť je napojeno pomocí dálnice číslo 75. Podél východního okraje města prochází koryto řeky Kišon, do které zde ze svahů Karmelu vtéká vádí Nachal Nešer. Poblíž města prochází i železniční trať v Jizre'elském údolí obnovená roku 2016, jež ale v okolí obce nemá stanici.

## Dějiny
Nešer byl založen roku 1925. Pojmenován byl podle nedaleké cementárny Nešer, jejíž zaměstnanci tvořili základ pro obyvatelstvo nové osady. V roce 1952 byla obec povýšena na místní radu (malé město). Zároveň tehdy došlo k jejímu sloučení s okolními vesnicemi Tel Chanan, Ben Dor a Giv'at Nešer. Status města získala roku 1995.
Podle CBS se ve městě nachází devět škol s celkovým počtem 3 207 studentů. Z těchto devíti škol je šest základních (1 695 studentů) a tři střední (1 512 studentů). V roce 2001 bylo 80,7 % studentů 12. ročníků připuštěno k státní maturitní zkoušce.

## Demografie
Podle údajů z roku 2009 tvořili naprostou většinu obyvatel Židé – cca 21 000 osob (včetně statistické kategorie „ostatní“, která zahrnuje nearabské obyvatele židovského původu ale bez formální příslušnosti k židovskému náboženství, cca 23 100 osob). Jde o středně velkou obec městského typu s dlouhodobě mírně rostoucí populací. K 31. prosinci 2015 zde žilo 23 400 lidí.
| Rok  | Obyvatelé |
| ---- | --------- |
| 1948 | 2 859     |
| 1949 | 4 550     |
| 1950 | 6 500     |
| 1951 | 6 500     |
| 1952 | 6 500     |
| 1953 | 7 000     |
| 1954 | 7 200     |
| 1955 | 7 200     |
| 1956 | 7 450     |
| 1957 | 7 600     |
| 1958 | 7 800     |
| 1959 | 8 100     |

| Rok  | Obyvatelé |
| ---- | --------- |
| 1960 | 8 150     |
| 1961 | 8 200     |
| 1962 | 8 450     |
| 1963 | 8 700     |
| 1964 | 9 000     |
| 1965 | 9 300     |
| 1966 | 9 500     |
| 1967 | 9 600     |
| 1968 | 9 450     |
| 1969 | 9 400     |
| 1970 | 9 400     |
| 1971 | 9 600     |

| Rok  | Obyvatelé |
| ---- | --------- |
| 1972 | 9 400     |
| 1973 | 9 500     |
| 1974 | 9 300     |
| 1975 | 9 200     |
| 1976 | 9 000     |
| 1977 | 9 000     |
| 1978 | 9 000     |
| 1979 | 9 000     |
| 1980 | 9 100     |
| 1981 | 9 100     |
| 1982 | 9 403     |
| 1983 | 9 700     |

| Rok  | Obyvatelé |
| ---- | --------- |
| 1984 | 10 100    |
| 1985 | 9 900     |
| 1986 | 10 200    |
| 1987 | 10 500    |
| 1988 | 10 600    |
| 1989 | 10 500    |
| 1990 | 11 400    |
| 1991 | 12 300    |
| 1992 | 13 300    |
| 1993 | 16 000    |
| 1994 | 17 300    |
| 1995 | 18 896    |

| Rok  | Obyvatelé |
| ---- | --------- |
| 1996 | 19 350    |
| 1997 | 19 787    |
| 1998 | 20 100    |
| 1999 | 20 400    |
| 2000 | 20 478    |
| 2001 | 20 591    |
| 2002 | 20 900    |
| 2003 | 21 200    |
| 2004 | 21 200    |
| 2005 | 21 300    |
| 2006 | 21 202    |
| 2007 | 21 300    |

| Rok  | Obyvatelé |
| ---- | --------- |
| 2008 | 23 300    |
| 2009 | 23 600    |
| 2010 | 24 000    |
| 2011 | 24 000    |
| 2012 | 23 200    |
| 2013 | 23 300    |
| 2014 | 23 500    |
| 2015 | 23 400    |
| 2016 | 23 700    |
| 2017 | 23 700    |
| 2018 | 24 000    |